# The Ukulele Orchestra of Great Britain
The Ukulele Orchestra of Great Britain ist eine komödiantische Musikgruppe, die Ukulelen in verschiedenen Registern spielen – darunter eine Bass-Ukulele (die allerdings nicht selten mit einer Gitarre verwechselt wird).

## Geschichte
1985 ursprünglich für einen einmaligen Auftritt gegründet, spielte das Orchester seither weltweit an verschiedenen Orten, zu verschiedenen Anlässen, wie in der Royal Festival Hall oder auf dem Glastonbury Festival.
Auch im Fernsehen trat das Orchester schon weltweit auf. Ein Auftritt im TIPI am Kanzleramt der Bar jeder Vernunft wurde 2007 vom ZDF aufgezeichnet und auf 3sat und dem ZDFtheaterkanal ausgestrahlt. Mitglieder wurden beauftragt, die Musik für zwei Folgen von The South Bank Show zu schreiben und aufzunehmen.
Es spielte in Fernsehsendungen wie Tomorrow’s World, Blue Peter, The Slammer, Richard and Judy und This Morning sowie weiteren Shows im britischen Fernsehen. Das Orchester trat bei den Feierlichkeiten zum 50. Jahrestag des V-E-Day im Hyde Park vor ungefähr 170.000 Zuschauern auf. Das Orchester ging in Japan, den Vereinigten Staaten, Kanada und Europa auf Tournee. Zu den Alben zählen Precious Little, The Secret of Life, Top Notch sowie der Mitschnitt eines Konzert aus dem Jahr 2005 unter dem Titel Anarchy in the Ukulele, es wurde im Barbican Centre in London mitgeschnitten.
Ihre Coverversion von Ms. Dynamites Dy-Na-Mi-Tee, gesungen von Hester Goodman, erreichte 2005 Platz 81 in den britischen Single-Charts.
Auf der Single befinden sich zusätzlich eine Coverversion von Aretha Franklins (You Make Me Feel Like) A Natural Woman, gesungen von George Hinchliffe und die Ukulele-Version des Instrumentalstücks Wonderful Land.
In den vergangenen Jahren folgten zahlreiche Fernsehauftritte, unter anderem in Jools Hollands jährlich stattfindendem Hootenanny. Für die Liveshows erhielt das Ukulele Orchestra regelmäßig positive Kritiken.
Das Orchester hatte schon mehrere Besetzungen in den über 30 Jahren seines Bestehens und ist momentan – Stand 2019 – ein Oktett aus sieben Ukulelespielern und einem Bassisten. Die Mitglieder tragen dabei Abendgarderobe bei ihren Auftritten, die Männer Smoking, die Frauen elegante Abendkleider. Ein typischer Auftritt des Ukulele Orchestra besteht aus Liedern und Instrumentalstücken aus den verschiedensten Stilrichtungen der Musik: So werden oft Kate Bushs Wuthering Heights im Stil einer swingenden Jazznummer, Tchaikovskys Tanz der Zuckerfee aus Der Nussknacker und die Titelmelodie des Films Shaft gespielt. Das Orchester komponiert und spielt auch eigene Stücke, arrangiert aber auch Medleys, wie jenes, in dem David Bowies Life on Mars? mit My Way, For Once in My Life und Substitute vermischt wird. Die Gruppe nahm weitgehend Abstand davon, Musik von George Formby jr., Großbritanniens berühmtesten Ukulelespieler, zu spielen. Lediglich das Lied Leaning on a Lamppost gehört zu ihrem Repertoire, allerdings in einem russischen Stil.
Gründungsmitglied Marian „Kitty“ Lux (1957–2017) musste aus gesundheitlichen Gründen 2015 das Orchester verlassen.

## Diskografie

### Studioalben
- 1988: The Ukulele Variations, Disque Ethnique (LP); CBS/Sony Records (CD)
- 1990: Hearts of Oak, CBS/Sony Records
- 1994: A Fist Full of Ukuleles, Sony Records
- 1998: Pluck, Tachyon Records
- 2004: The Secret of Life, Longman Records
- 2007: Precious Little, UOGB
- 2008: Christmas with the Ukulele Orchestra of Great Britain, UOGB
- 2015: (Every Such) Pretty Girls, UOGB
- 2017: By Request, Songs from the Set List, George Hinchliffe

### Konzertalben
- 2008: Live in London #1, UOGB
- 2009: Live in London #2, UOGB
- 2013: UKE-WERK (The Ukulele Orchestra of Great Britain – Live in Germany), UOGB

### Sammelalben
- 2001: Top Notch, UOGB

### Singles
- 2005: Dy-na-mi-tee, Longman Records
- 2013: Bang Bang (My Baby Shot Me Down) – The Ukelele Orchestra Vs Ibiza Air, UOGB (EP)

### DVD
- 2005: Anarchy in the Ukulele, UOGB
- 2009: Prom Night – Live at the Royal Albert Hall – BBC Proms 2009, UOGB